# Langenau
Langenau est une ville de Bade-Wurtemberg (Allemagne), située dans l'arrondissement d'Alb-Danube, dans la région Donau-Iller, dans le district de Tübingen.

## Jumelages
La ville de Langenau est jumelée avec :
- Bridgend (Pays de Galles)
- Somberek (Hongrie)
- Albeck (Autriche)
- Brand-Erbisdorf (Allemagne)

## Personnalités liées à la ville
- Samuel Baur (1768-1832), pasteur mort à Göttingen.
- Robert Bosch (1861-1942), industriel né à Albeck.
- Georg von Baudissin (1910-1992), diplomate né à Langenau.